# Story of Seasons
Story of Seasons (牧場物語 つながる新天地?, Bokujō Monogatari: Tsunagaru Shin Tenchi) è un videogioco di simulazione del 2014 per Nintendo 3DS. Appartenente alla serie Harvest Moon, è il primo titolo della serie a non essere localizzato da Natsume.